# Bukovina nad Labem
Bukovina nad Labem (do 29. února 1980 Bukovina) je obec v okrese Pardubice v Pardubickém kraji. Leží poblíž levého břehu řeky Labe, zhruba devět kilometrů severovýchodně od Pardubic a deset kilometrů jižně od Hradce Králové. Žije zde 246 obyvatel.

## Historie
První písemná zmínka o obci pochází z roku 1340.

## Obyvatelstvo
| Rok            | 1869 | 1880 | 1890 | 1900 | 1910 | 1921 | 1930 | 1950 | 1961 | 1970 | 1980 | 1991 | 2001 | 2011 | 2021 |
| -------------- | ---- | ---- | ---- | ---- | ---- | ---- | ---- | ---- | ---- | ---- | ---- | ---- | ---- | ---- | ---- |
| Počet obyvatel | 328  | 330  | 319  | 316  | 290  | 296  | 300  | 249  | 232  | 234  | 230  | 208  | 215  | 231  | 240  |
| Počet domů     | 48   | 49   | 47   | 49   | 52   | 51   | 56   | 59   | 57   | 59   | 57   | 64   | 67   | 80   | 87   |

## Obecní správa

### Obecní symboly
Znak a vlajka byly obci uděleny rozhodnutím předsedy Poslanecké sněmovny Parlamentu České republiky dne 7. října 2003.

## Galerie

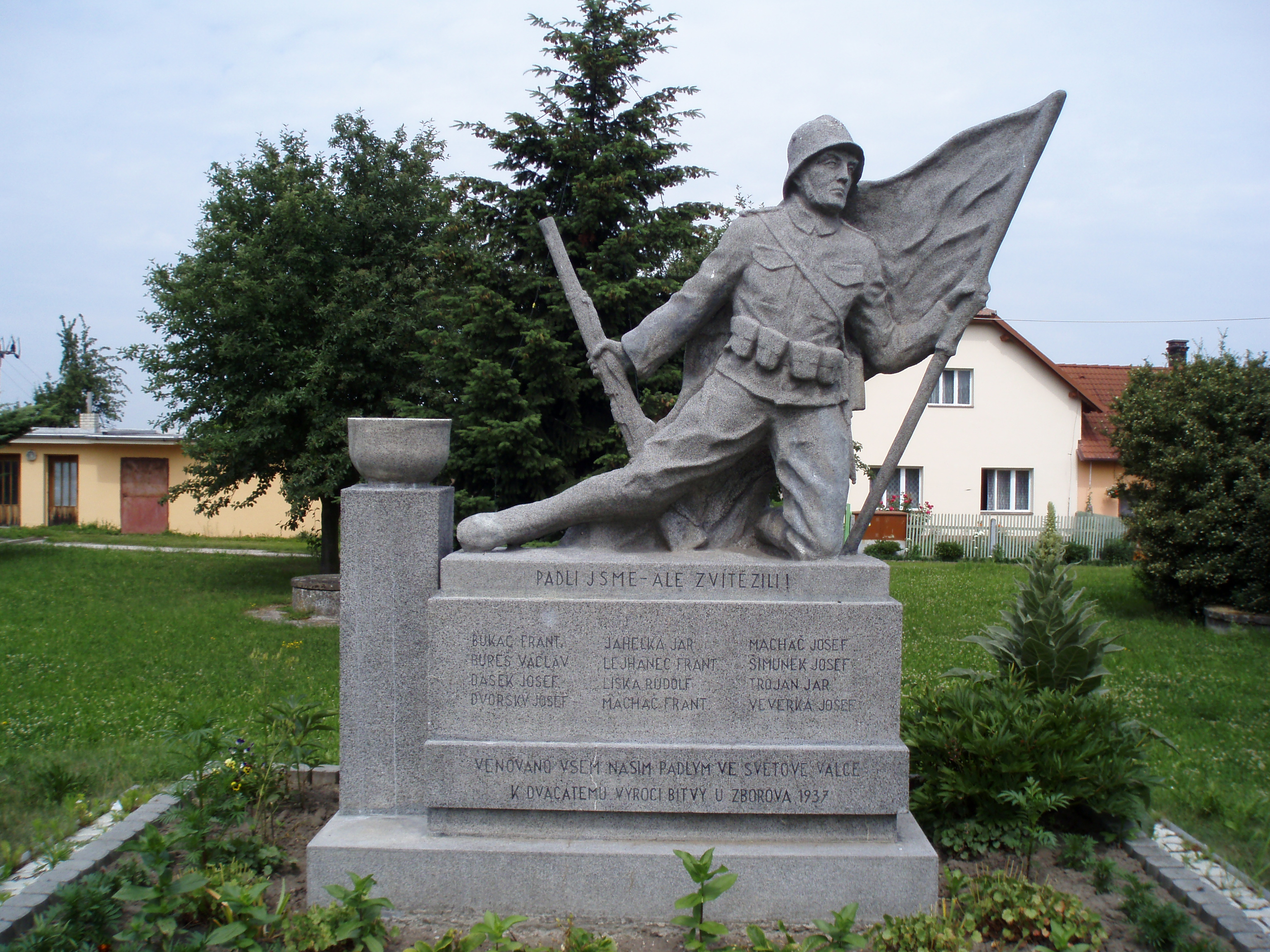
Pomník padlým ve světové válce
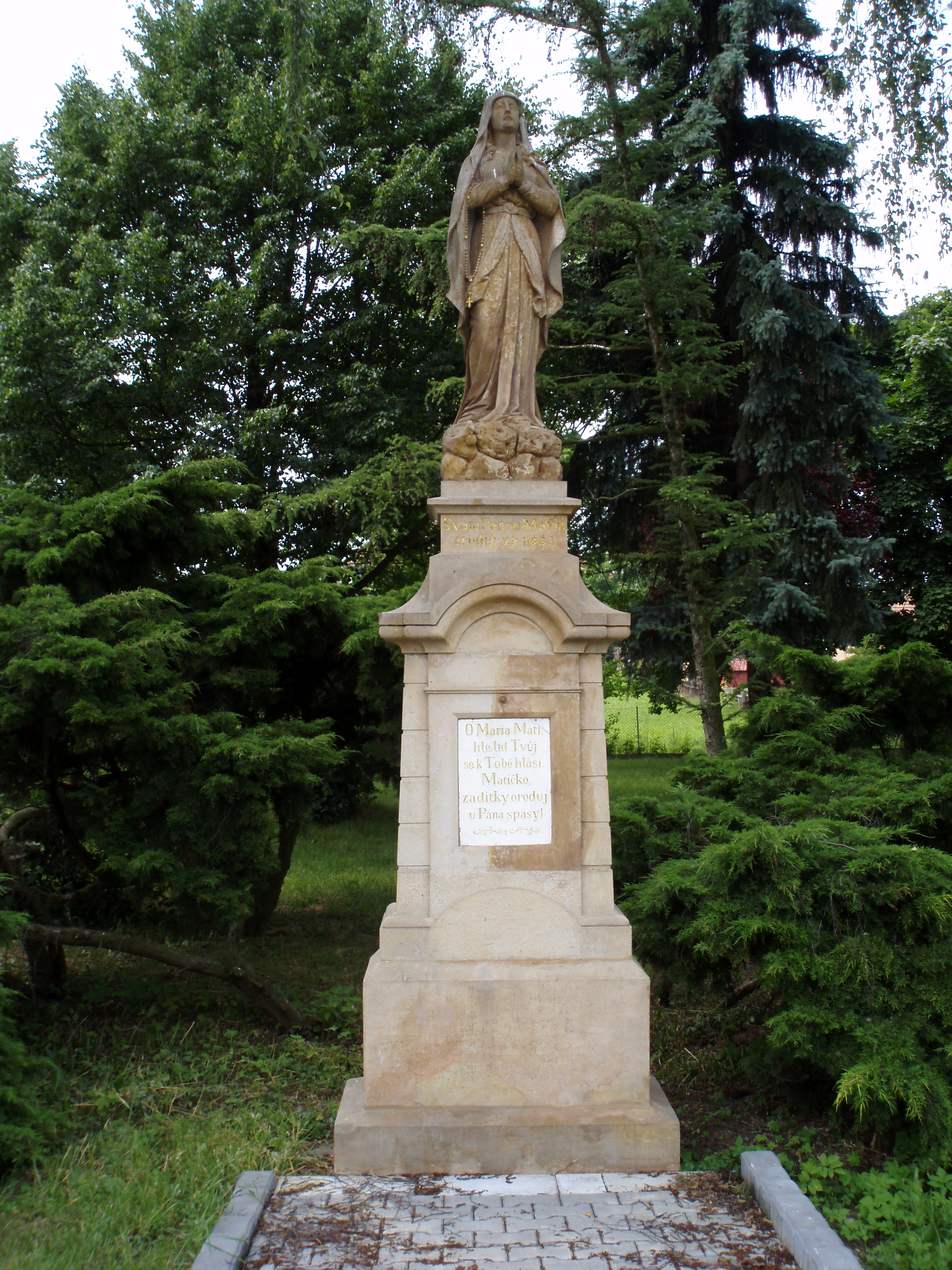
Socha Panny Marie
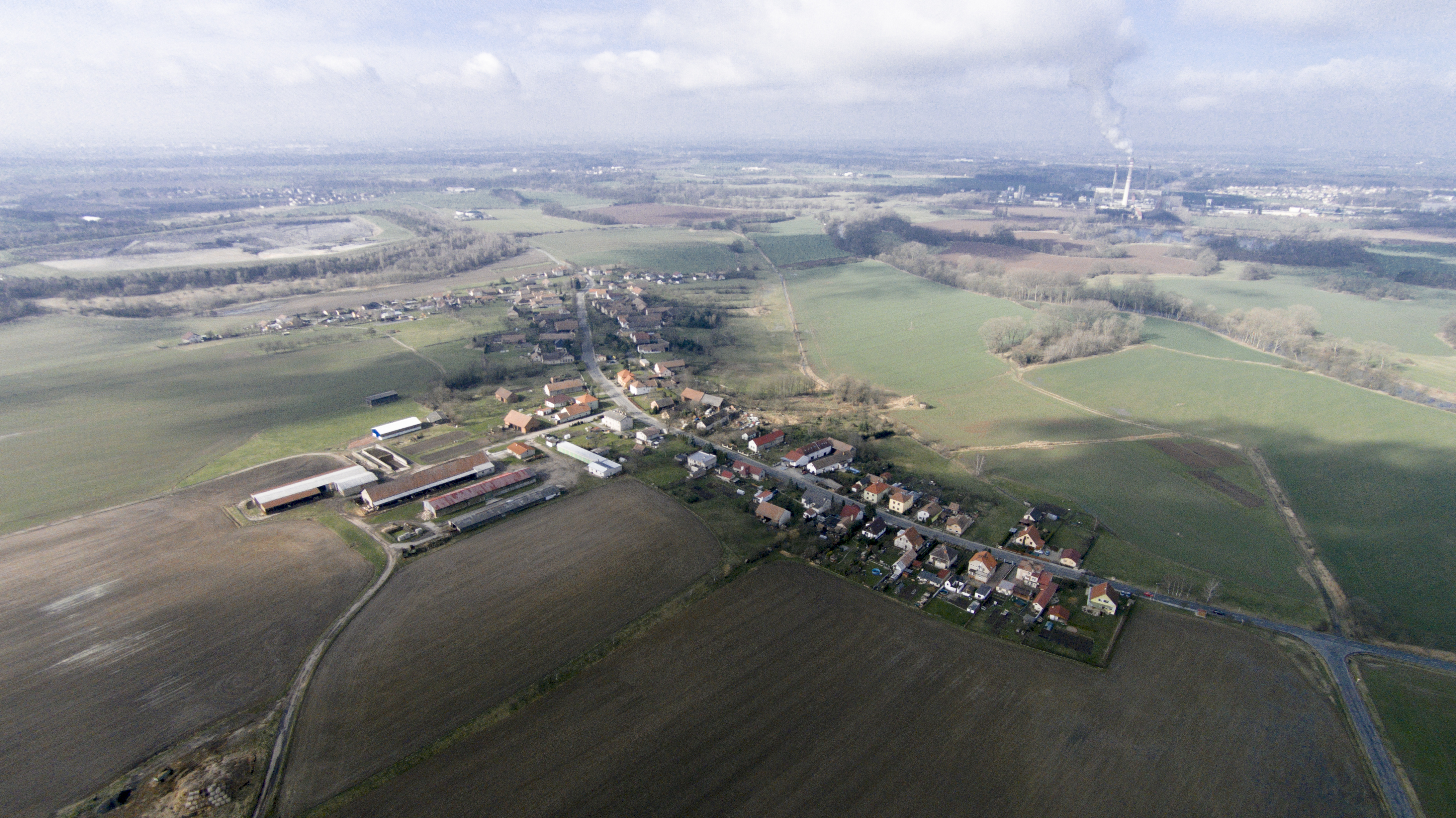
Letecký snímek